# Comuna Pavlivka, Svitlovodsk
Pavlivka (în ucraineană Павлівка) este o comună în raionul Svitlovodsk, regiunea Kirovohrad, Ucraina, formată din satele Pavlivka (reședința) și Sverdlovka.

## Demografie
Componența lingvistică a comunei Pavlivka
     Ucraineană (92,87%)
     Rusă (6,67%)
     Alte limbi (0,08%)
Conform recensământului din 2001, majoritatea populației comunei Pavlivka era vorbitoare de ucraineană (92,87%), existând în minoritate și vorbitori de rusă (6,67%).